# Лугальанда
Лугальанда — правитель (энси) шумерского государства Лагаш, правил приблизительно в 2328 — 2319 годах до н. э., из I династии Лагаша. Сын Энентарзи.
На основании хозяйственных документов из архива Лагаша можно сказать, что это был крупный землевладелец, которому принадлежали обширные поместья, раскинувшиеся на огромной по тем временам территории — 161 га. Более того, его супруга Баранамтарра имела собственное поместье, два из них занимали 66,3 га. Люди, трудившиеся на землях Барнамтарры, хотя они и не были рабами, в документах названы её собственностью.
Лугальанда и его энергичная супруга от своего собственного имени осуществляли всевозможные деловые операции, с большим размахом заключали торговые сделки, тогда как прежде всё это находилось в ведении администрации храмов. Из табличек мы узнаём о подарках, которые довольно часто получала Барнамтарра, о её дружбе и торговых связях с супругой правителя Адаба.

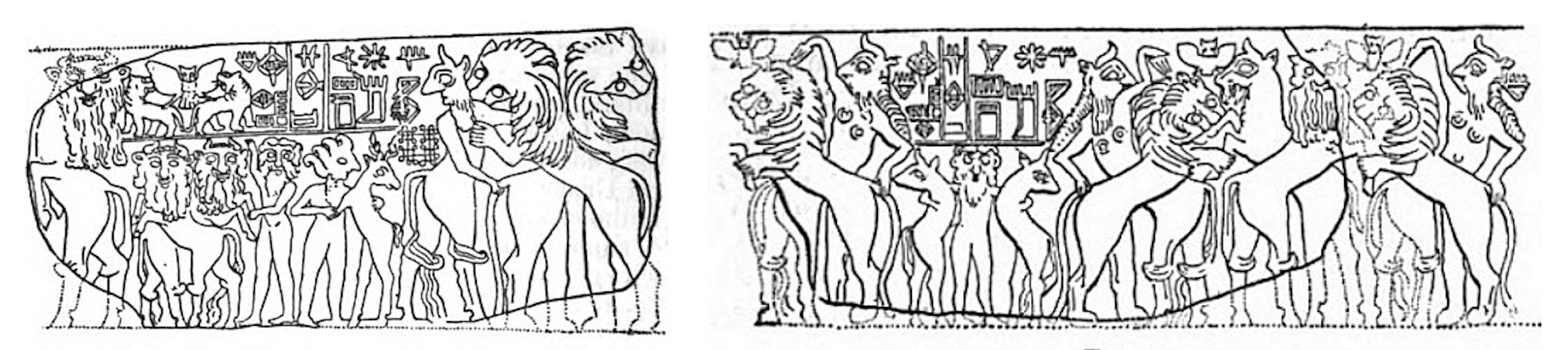
Прорисовка оттисков печатей Лугальанды

Продолжение политики Энентарзи, сопровождавшееся насилием и грабежами, вызвало недовольство широких масс населения. В результате переворота Лугальанда был низложен. Вместо него народным собранием, расширенным за счёт бедняков и достигшего 36 000 человек, был избран Уруинимгина. Одни исследователи утверждают, что после переворота Лугальанда был убит, другие — что ему было разрешено дожить остаток дней в одном из храмов. Относительно Баранамтарры известно, что она прожила ещё 3 года, в течение которых продолжала вести свои дела, и что её общественное положение существенно не изменилось.
Лугальанда правил 6—9 лет.

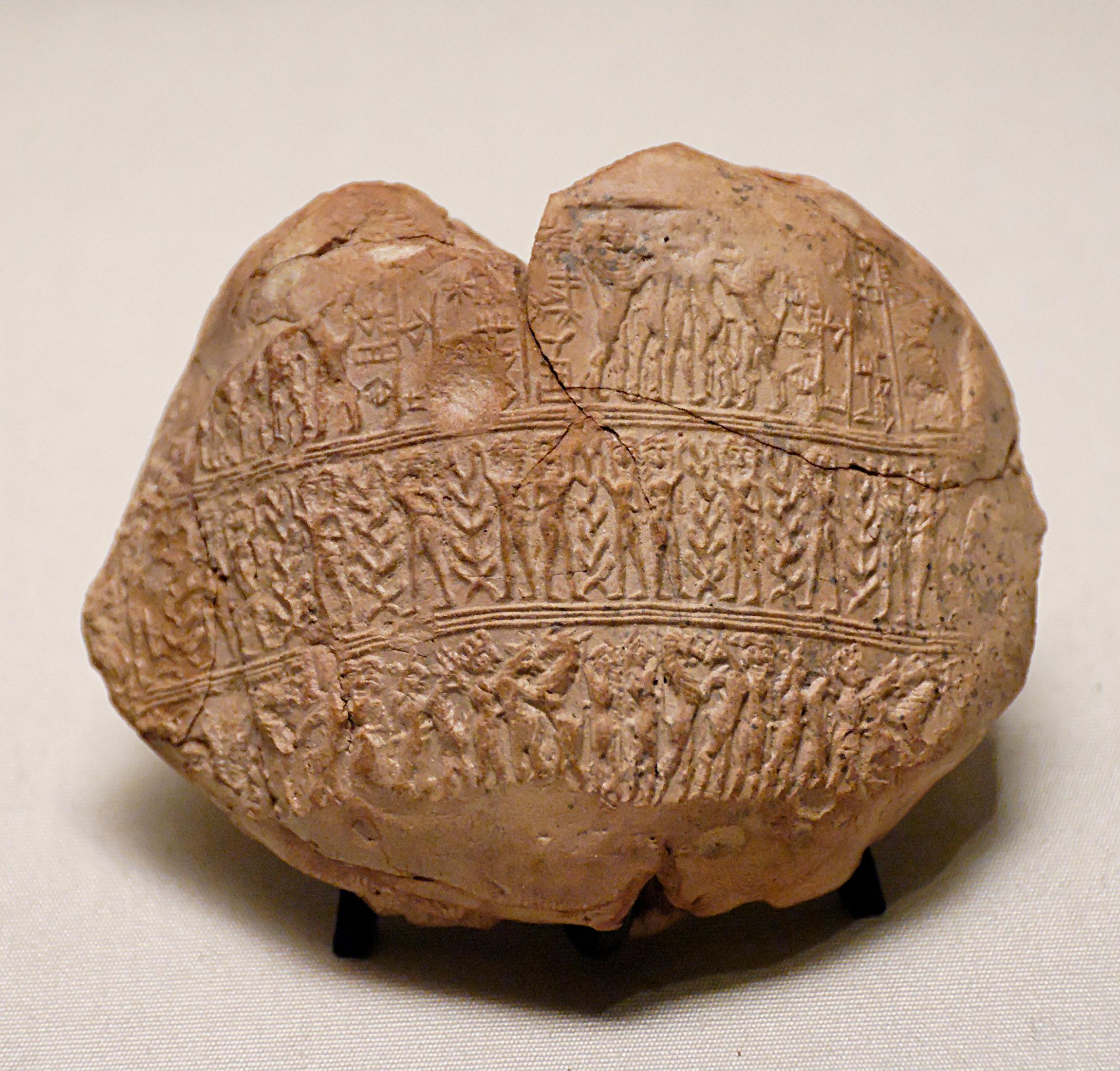
Оттиск на глине печати Баранамтарры, жены Лугальанды
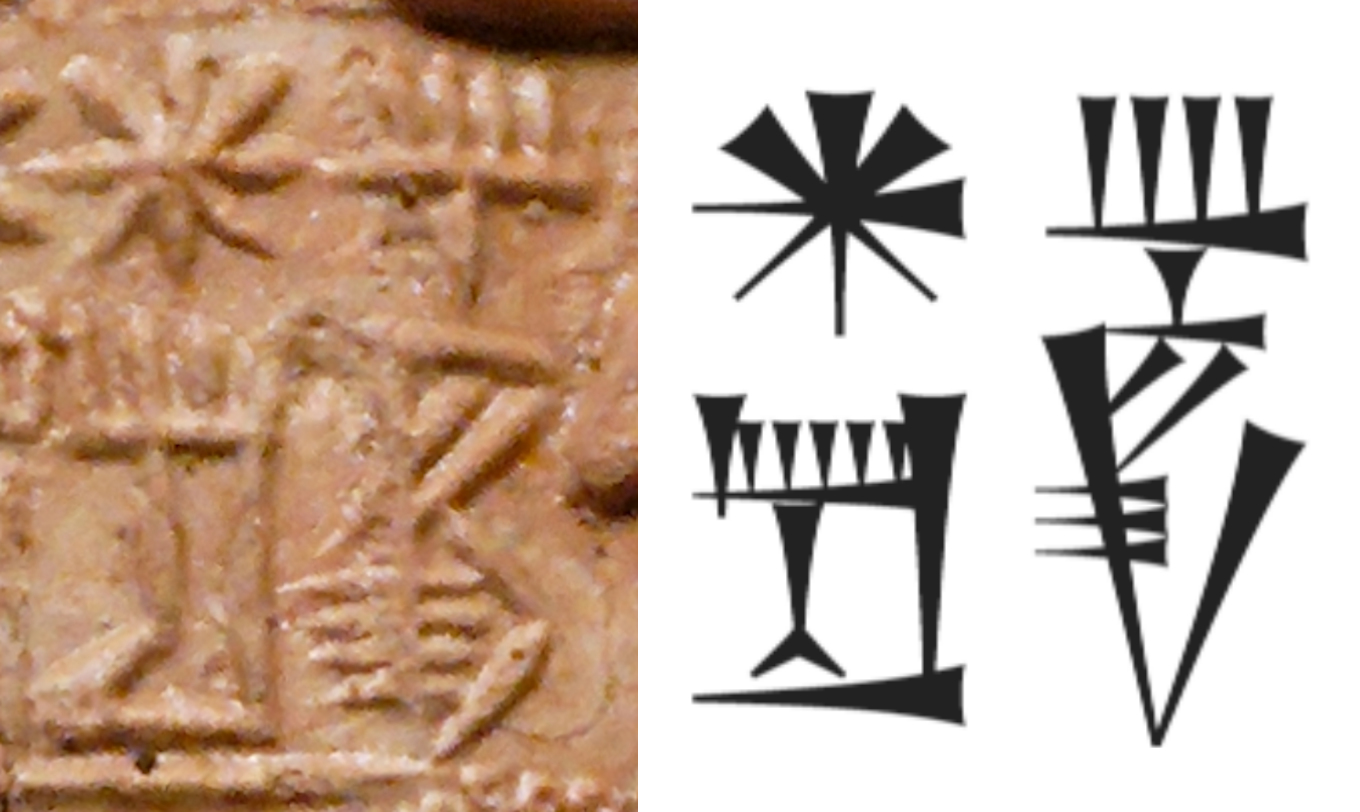
Имя Лугальанды на печати
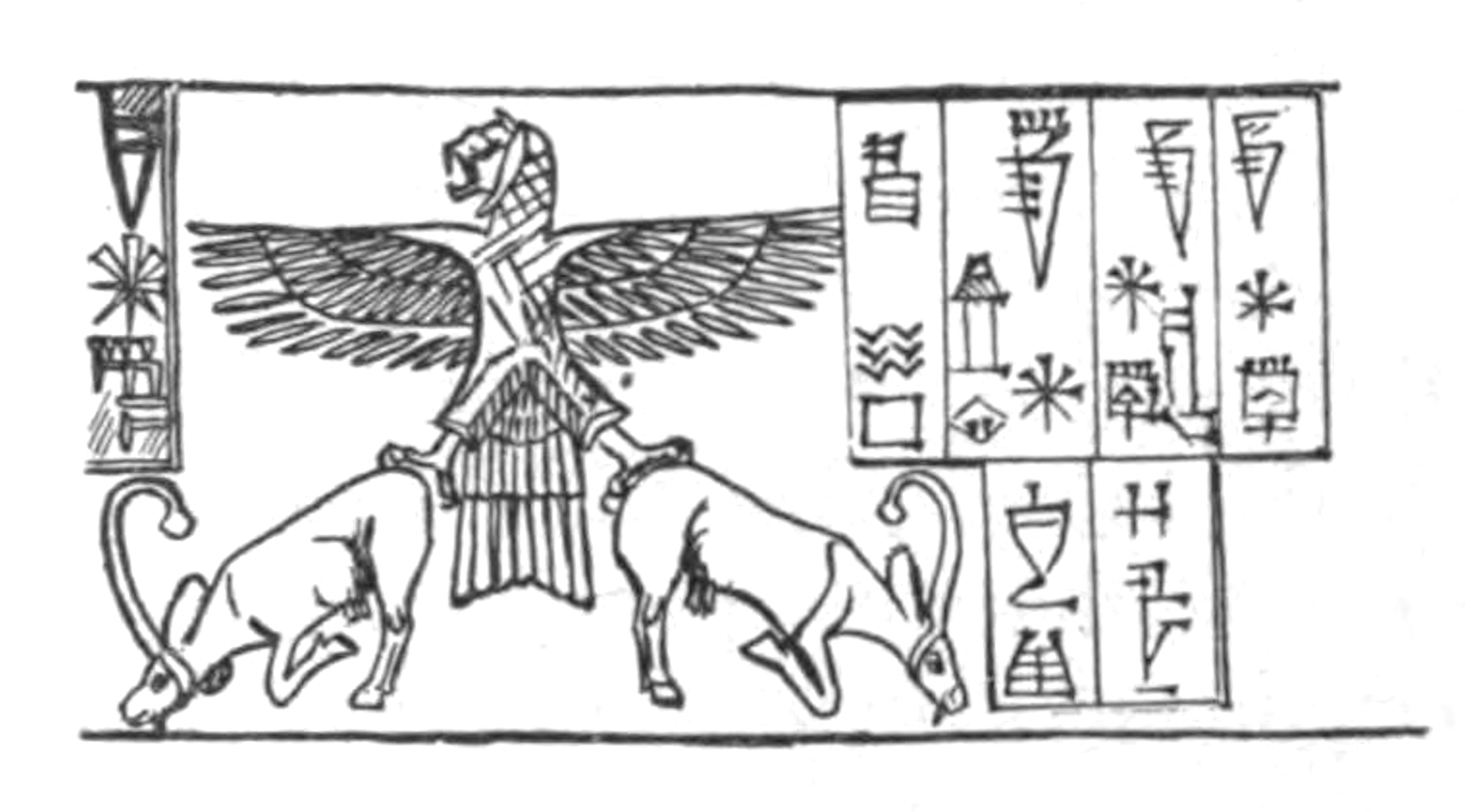
Печать с именем Лугальанды

| I династия Лагаша         |                                           |                       |
| Предшественник: Энентарзи | правитель Лагаша ок. 2328 — 2319 до н. э. | Преемник: Уруинимгина |